# Dayo Okeniyi
Oladayo A. « Dayo » Okeniyi, né le 14 juin 1988 à Lagos, est un acteur nigéro-américain.

## Biographie
Dayo est né le 14 juin 1988 à Lagos. Il est connu pour avoir notamment joué dans les films Hunger Games (2012) et Terminator Genisys (2015).

## Filmographie

### Cinéma
- 2012 : Hunger Games : Thresh
- 2013 : The Spectacular Now : Marcus
- 2014 : Un amour sans fin : Mace
- 2015 : Terminator Genisys : Danny Dyson
- 2023 : Hypnotic de Robert Rodriguez : River

### Séries télévisées
- 2013 : Revolution : Alec Penner (1 épisode)
- 2014 : Bones : Jarrick Henry (1 épisode)
- 2016 - 2018 : Shades of Blue : Michael Loman (36 épisodes)
- 2019 : See : Oloman (1 épisode)

### Podcast
- 2020 : The Left Right Game : Apollo